# No Surrender (2024)
No Surrender (2024) – gala wrestlingu organizowana przez amerykańską federację Total Nonstop Action Wrestling (TNA), która była transmitowana na żywo za pomocą platform TNA+ i YouTube (dla subskrybentów TNA Ultimate Insiders). Odbyła się 23 lutego 2024 w Alario Center w Westwego w stanie Luizjana. Była to szesnasta gala z cyklu No Surrender, a zarazem pierwsza gala TNA+ Monthly Specials w 2024 roku.
Na gali odbyło się jedenaście walk, w tym dwie w pre-show Countdown to No Surrender i jedna nagrana jako digital exclusive. W walce wieczoru, Mustafa Ali pokonał Chrisa Sabina zdobywając TNA X Division Championship. W innych ważnych walkach, Jordynne Grace pokonała Gisele Shaw broniąc TNA Knockouts World Championship, Moose pokonał Alexa Shelleya w No Surrender Rules matchu broniąc TNA World Championship, Josh Alexander pokonał Simona Gotcha oraz ABC (Ace Austin i Chris Bey) pokonali Grizzled Young Vets (Jamesa Drake’a i Zacka Gibsona) w finałowej walce w best of three series broniąc TNA World Tag Team Championship.

## Tło
Total Nonstop Action Wrestling ogłosiło 4 grudnia 2023, że gala No Surrender odbędzie się 23 lutego 2024 w Alario Center w Westwego w stanie Luizjana.

## Rywalizacje
No Surrender oferowało walki wrestlingu z udziałem różnych zawodników na podstawie przygotowanych wcześniej scenariuszy i rywalizacji, które są realizowane podczas cotygodniowych odcinków programu Impact!. Wrestlerzy odgrywają role pozytywnych (face) lub negatywnych bohaterów (heel), którzy rywalizują pomiędzy sobą w seriach walk mających budować napięcie.

### Pojedynek o TNA Knockouts World Championship
Na Hard To Kill, Gisele Shaw wygrała Ultimate X match, aby w późniejszym terminie zdobyć walkę o TNA Knockouts World Championship. Później tej nocy, Jordynne Grace pokonała Trinity i zdobyła po raz trzeci Knockouts World Championship. Kilka tygodni później, 1 lutego w odcinku TNA Impact! ogłoszono, że Grace będzie bronić tytułu przeciwko Shaw na No Surrender.

### Pojedynek o TNA World Championship
Również na Hard To Kill, Moose pokonał Alexa Shelleya i zdobył TNA World Championship. Później, 1 lutego na odcinku TNA Impact!, Shelley skonfrontował się z Moosem i jego stajnią The System (Brian Myers, Eddie Edwards i Alisha Edwards), powiadamiając ich, że powołuje się na klauzulę rewanżową na No Surrender. W następnym tygodniu TNA ogłosiło, że walka odbędzie się na „zasadach No Surrender”, zgodnie z którymi walka może zakończyć się tylko wtedy, gdy jeden z narożników uczestnika rzuci ręcznik w jego imieniu. Moose będzie miał w narożniku Myersa i Edwardsa z The System, a Shelley będzie miał Intergalactic Jet Setters (Kushidę i Kevina Knighta).

### Pojedynek o TNA X Division Championship
Pod koniec odcinka TNA Impact! z 25 stycznia, wyemitowano winietę sygnalizującą debiut Mustafy Alego w TNA. W następnym tygodniu TNA X Division Champion, Chris Sabin, udzielał wywiadu za kulisami, tylko po to, aby na monitorze wyświetlić kolejny film Alego, co jasno pokazało jego zamiary dotyczące tytułu. 5 lutego TNA ogłosiło na swojej stronie internetowej, że Ali zmierzy się z Sabinem o X Division Championship na No Surrender.

### Pojedynek o TNA Knockouts World Tag Team Championship
Na Hard To Kill, Decay (Havok i Rosemary) wróciły do TNA i pokonały MK Ultra (Killer Kelly i Mashę Slamovich), aby wygrać TNA Knockouts World Tag Team Championship. Decay występowało jako The Death Dollz (Jessicka i Courtney Rush) przez większą część ostatniego roku, zanim powróciło do postaci Decay. Od czasu utraty tytułów, MK Ultra przeszły heel turn i zaciekle atakowały swoje przeciwniczki, chcąc jednocześnie zastosować się do klauzuli rewanżu. TNA ogłosiło 13 lutego, że rewanż odbędzie się na No Surrender.

### Josh Alexander vs. Simon Gotch
8 lutego na odcinku TNA Impact!, po tym jak Josh Alexander pokonał Alana Angelsa, Alexander został najwyraźniej zaatakowany przez fana, którym później okazał się Simon Gotch. W następnym tygodniu, Gotch pojawił się w talk show Angela „Sound Check”, wyjaśniając, że odegrał kluczową rolę w podpisaniu kontraktu Aleksandra z TNA w 2019 roku, ponieważ był jego ostatnim przeciwnikiem na scenie niezależniej, zanim Scott D’Amore zaoferował Alexandrowi kontrakt. Alexander włamał się do segmentu i później zaatakował Gotcha, po czym TNA ogłosiło walkę pomiędzy tą dwójką na No Surrender.

### Pojedynek o TNA World Tag Team Championship
Na Hard To Kill, były tag team WWE Grizzled Young Vets (James Drake i Zack Gibson) zadebiutował w TNA, rywalizując w four-way tag team matchu o TNA World Tag Team Championship, ale przegrał z mistrzami ABC (Ace’em Austinem i Chrisem Beyem). 25 stycznia na odcinku TNA Impact!, GYV zaatakowało ABC po walce Beya, chcąc zyskać kolejną okazję na zdobycie tytułu. Dyrektor władz Santino Marella ogłosił następnie best of three series pomiędzy obiema drużynami o tytuł, przy czym GYV wygrało pierwszą walkę, a ABC wygrało drugą. Trzecia i decydująca walka odbędzie się na No Surrender.

### Eric Young vs. Frankie Kazarian
18 stycznia na TNA Impact!, Frankie Kazarian przeszedł heel turn, atakując Erica Younga po tym, jak obaj przegrali tag team match, wykrzykując, że rok 2024 będzie „jego rokiem”. Dwa tygodnie później, Kazarian wyjaśnił swoje zachowanie na ringu, mówiąc, że uratował TNA, kiedy pomownie podpisał kontrakt w 2023 roku, ale po karierze polegającej po prostu na byciu „żołnierzem” na rzecz awansu przysiągł, że zostanie zapamiętany jako „król”, co jest powiedzieniem jak nazywał Younga. Young wyzwał Kazariana na pojedynek 22 lutego na TNA Impact!, ale Kazarian odmówił, zamiast tego siedział na rampie wejściowej i wysyłał Big Damo (byłego kolegę Younga ze stajni Sanity w WWE), aby walczył z Youngiem w jego imieniu. Young odniósł zwycięstwo nad Damo. Young ponownie wyzwał Kazariana na pojedynek, tym razem na No Surrender. TNA ogłosiło to oficjalnie, z zastrzeżeniem, że zwycięzca otrzyma walkę o TNA World Championship na Sacrifice.

## Wyniki walk
| Nr | Wyniki | Stypulacje                                                                              | Czas  |
| --- | --- | --------------------------------------------------------------------------------------- | ----- |
| 1D | Joe Hendry pokonał Deanera (z A. J. Francisem) poprzez pinfall                                                                                  | Singles match                                                                           | 3:54  |
| 2P | The Rascalz (Zachary Wentz i Trey Miguel) pokonali Speedball Mountain (Trenta Sevena i Mike’a Bailey’ego) poprzez pinfall                       | Tag team match                                                                          | 8:12  |
| 3P | The System (Eddie Edwards i Brian Myers) (z Alishą Edwards) pokonali Intergalactic Jet Setters (Kevina Knighta i Kushidę) poprzez pinfall       | Tag team match                                                                          | 8:47  |
| 4 | Eric Young pokonał Frankiego Kazariana poprzez pinfall                                                                                          | Singles match o miano pretendenta do TNA World Championship na Sacrifice                | 9:23  |
| 5 | ABC (Ace Austin i Chris Bey) (c) pokonali Grizzled Young Vets (Jamesa Drake’a i Zacka Gibsona) poprzez pinfall                                  | Tag team match o TNA World Tag Team Championship Finałowa walka w best of three series. | 17:48 |
| 6 | PCO pokonał Kona przez dyskwalifikację | Singles match                                                                           | 3:49  |
| 7 | MK Ultra (Masha Slamovich i Killer Kelly) pokonały Decay (Havok i Rosemary) (c) poprzez pinfall                                                 | Tag team match o TNA Knockouts World Tag Team Championship                              | 7:27  |
| 8 | Josh Alexander pokonał Simona Gotcha poprzez pinfall                                                                                            | Singles match                                                                           | 16:43 |
| 9 | Moose (c) (z The System (Eddiem Edwardsem i Brianem Myersem)) pokonał Alexa Shelleya (z Intergalactic Jet Setters (Kevinem Knightem i Kushidą)) | No Surrender Rules match o TNA World Championship                                       | 20:07 |
| 10 | Jordynne Grace (c) pokonała Gisele Shaw poprzez pinfall                                                                                         | Singles match o TNA Knockouts World Championship                                        | 10:38 |
| 11 | Mustafa Ali pokonał Chrisa Sabina (c) poprzez pinfall                                                                                           | Singles match o TNA X Division Championship                                             | 19:37 |
| (c) – mistrz/mistrzyni przed walkąD – walka była dark matchem (nietransmitowana w TV)P – walka miała miejsce w pre-show | |                                                                                         |       |